# Luca Abete
Luca Abete, all'anagrafe Gianluca Abete (Avellino, 2 ottobre 1973), è un personaggio televisivo italiano.

## Biografia
Dopo aver lavorato come animatore esordisce in televisione nel 2001, sull'emittente avellinese Irpinia Tv, con il programma quotidiano per bambini Marameo Show, che conduce sino al 2003. Dal 2003 al 2004 conduce la trasmissione televisiva Sui Generis, in onda settimanalmente su CampaniaUno.
Nel 2005 diviene inviato per i servizi inerenti la regione Campania di Striscia la notizia, grazie anche al voto dei telespettatori. Tra il 2005 e il 2006 partecipa ad alcuni programmi in onda sulle reti RAI.
Per Rai 1 interpreta il ruolo di un giornalista nel backstage degli "OscarTv 2006 premio regia televisiva" e recita la parte di un provocatore in uno speciale sul Premio letterario "Forte Village". È poi chiamato a ricoprire il ruolo di un clochard in difficoltà per un esperimento sociale in onda nel corso della trasmissione Sabato, Domenica e.... Nel 2007 il suo format d'inchiesta Xanax – La pillola televisiva che scaccia le ansie dei telespettatori, su NapoliTV, è premiato agli Oscar di Millecanali.
Nel 2012 interpreta la parte di un giornalista nel film Teresa Manganiello - Sui passi dell'amore, e quella di uno speaker radiofonico nel film-documentario Un viaggio elettorale di Francesco de Sanctis. Con Giampaolo Fabrizio conduce nel 2010 su Canale 5 alcune puntate di Striscia la Domenica, versione domenicale della trasmissione condotta dagli inviati.
Nel 2008 appare per la prima volta con il suo abito di scena: una giacca di velluto verde con una piccola pigna all'occhiello, una camicia verde scuro e pantaloni e scarpe marroni. Per la trasmissione si occupa negli anni successivi di inquinamento, criminalità, sanità, pubblica istruzione e altro.
In alcune occasioni i suoi servizi hanno avuto epiloghi violenti. Il 25 marzo 2009 Abete e la troupe, a Grottaminarda, furono malmenati da un gruppo di persone che distrussero anche l'attrezzatura tecnica. Nell'aprile del 2012 Abete e i tecnici a seguito dovettero ricorrere alle cure sanitarie dopo l'aggressione da parte del gestore di un maneggio sorpreso a distribuire illecitamente patentini equestri. In occasione di un servizio sulle inefficienze dell'Ospedale San Gennaro di Napoli, l'epilogo fu analogo. Il 14 ottobre 2016 è stato animatamente fermato dalla Polizia ad Avellino, durante il tentativo di intervistare il Ministro dell'Istruzione Stefania Giannini, per parlare della carenza di materiali di consumo nelle scuole italiane. Il 12 marzo 2017 viene aggredito in piazza Pitesti a Caserta da un gruppo di ambulanti abusivi.
Il 9 marzo 2017 riceve dall'Università di Parma il titolo di professore ad honorem in Linguaggio del giornalismo. Il 19 giugno 2018 riceve la Cittadinanza Onoraria da parte del Comune di San Giorgio a Cremano.

## Impegno sociale
Nel 2010 ha realizzato uno spot come testimonial dell'AICAT.
Dal 2014 inizia un tour motivazionale dal titolo NonCiFermaNessuno. Tra gli incontri, quello in occasione dell'udienza generale di Papa Francesco dedicata al Servizio Civile Nazionale, in cui ha avuto occasione scattarsi una foto con lui inserita poi nel suo progetto fotografico OnePhotoOneDay.